# Pont Vell de Castelló
|  | No s'ha de confondre amb Pont Vell (Castelló d'Empúries). |

El Pont Vell de Castelló era un pont de Castelló d'Empúries (Alt Empordà) inclosa a l'Inventari del Patrimoni Arquitectònic de Catalunya, destruït a l'edat mitjana i del qual se'n conserven algunes restes.

## Descripció
Situat a la llera de la Muga, sota un dels pilars de formigó que sustenten el pont actual del Pas de Sant Pere, en el camí cap a Sant Pere Pescador. Es conserven les restes d'un dels elements constructius del pont, probablement un dels pilars de fonamentació dels arcs. El pont estava bastit amb un reble de còdols de pedra lligats amb morter de calç i revestit per un parament de carreus ben escairats.

## Història
Pont que estava situat sobre la Muga al "Pas de Sant Pere", en el camí de Sant Pere Pescador cap a Empúries, del qual només se'n conserva les fonamentacions.
Segons el cronista Jeroni Pujades, aquest pont disposava de nou arcades i era tot de pedra picada. Sembla que hi havia una petita capella dedicada a Sant Lluc, que donava entrada al pont.
L'historiador Pella i Forgas parla de grans aiguats i de les operacions militars derivades del setge a la ciutat de l'any 1385, com a possible causa de la degradació de l'estructura. Aquesta referència es veu reforçada per les anotacions de Francisco Montsalvatge, que menciona que el pont fou derruït per una riuada l'any 1385, tot i que d'altres autors consideren que la darrera reconstrucció va ser el 1444 i que el pont encara va durar un segle i mig més abans de convertir-se en pedrera.